# 纳氏鼠耳蝠
纳氏鼠耳蝠（学名：Myotis nattereri）为蝙蝠科鼠耳蝠属的动物。在中国大陆，分布于吉林等地。该物种的模式产地在德国。
最新研究结果将远东地区的纳氏鼠耳蝠归入独立的物种-远东鼠耳蝠（Myotis bombinus）。

## 亚种
- 纳氏鼠耳蝠黑龙江亚种（学名：Myotis nattereri amurensis），Ognev于1927年命名。在中国大陆，分布于吉林等地。该物种的模式产地在黑龙江流域。[3]